# Tikkoatokak Bay
Tikkoatokak Bay is een 42 km lange zeearm in de Canadese provincie Newfoundland en Labrador. De fjordachtige baai bevindt zich aan de Atlantische kust van het noorden van het schiereiland Labrador.

## Geografie
Tikkoatokak Bay is een relatief smalle zeearm die in noordwestelijke richting 42 km ver in het binnenland van Labrador snijdt. Het is een zijarm van Nain Bay, zelf een zeearm van de Atlantische Oceaan. Tussen het westelijkste punt van Tikkoatokak Bay tot daar waar Nain Bay in zee uitgeeft ligt een afstand van 55 km. Tot aan de open oceaanwateren, namelijk tot voorbij Dog Island, ligt echter een vaarafstand van zo'n 90 km.
De zeearm is ondanks zijn lengte gemiddeld slechts 3 km breed. Enkel in het uiterste zuidoosten, vlak bij de monding in Nain Bay, is hij een vijftal kilometer breed. In dat bredere gedeelte bevindt zich Ukpaume Island (5,3 km²), het enige eiland in de baai. Nain, de noordelijkste permanente nederzetting van de provincie, ligt 15 km ten zuidoosten van de monding van Tikkoatokak Bay.
In het uiterste westen van de baai watert het grote Kingurutik Lake via een 400 m lang stroompje in de baai uit. Ook meerdere andere naamloze stroompjes en beken monden in de baai uit.